# Illes Òrcades del Sud

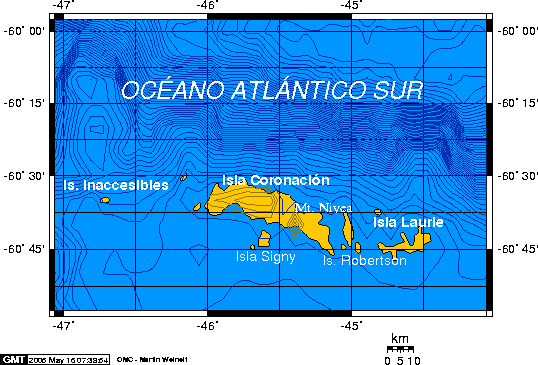
Mapa de les Òrcades del Sud.

Les Illes Òrcades del Sud (altrament anomenades Òrcades australs) són un arxipèlag antàrtic ubicat entre els 60° 50′ i els 60° 83′ de latitud Sud, i entre els 44° 25′ i els 46° 26′ de longitud Oest. Es troben a l'oest sud-est de l'illa Grande de Tierra del Fuego, al sud de les illes Aurora (Cormorán i Rocas Negras), al S.O. de l'illa de San Pedro (la més gran de les de Geòrgia del Sud) i al nord-est de la Península Antàrtica.

## Geografia
Les Òrcades del Sud amb una superfície de 622 km², consten de dues illes principals: Coronació (amb 457 km²) i Lauría (més coneguda com a Laurie) amb 86 km², i un grup d'illes anomenades Larsen, Powell, Signy i Robertson.
Les illes Inaccessibles, ubicades unes 15 milles nàutiques a l'oest de l'illa Coronació, són considerades part de l'arxipèlag.
Com les illes Aurora, Geòrgia del Sud, Sandwich del Sud i els arxipèlags més propers a la Península Antàrtica, formen part de l'anomenat Arc Antillà Austral o de les Antilles del Sud.

## Clima

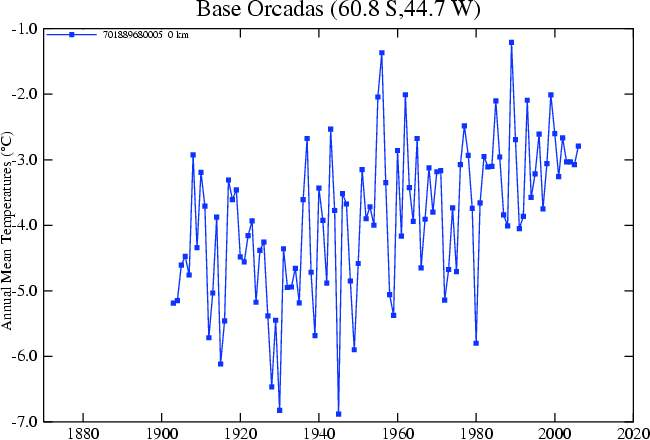
Temperatures mitjanes de l'aire, de 1901 a 2007; a NASA

Donada la seva latitud i els corrents oceànics provinents del sud, el clima de les Òrcades del Sud és nival. La temperatura mitjana anual és de -4,2 °C; +0,2 °C durant gener(estiu) i de -8,5 °C durant juliol (hivern). L'augment de temperatura que s'observa en els darrers anys és d'1,5 graus (respecte a 1900) però es considera no significatiu estadísticament.

## Relleu
Presenta muntanyes i petits altiplans. Té glaceres que cobreixen gran part de la superfície. A l'illa Coronación hi ha la màxima altura amb el cim Nivea de 1266 metres.

## Fauna i flora
Durant l'hivern són abundosos els cetacis i pinnípedes, també l'avifauna antàrtica: pingüins (esfenicids, no els alcids), cormorans, petrells, albatros, skuas, coloms antàrtics. Durant l'hivern la banquisa de gels cobreix l'oceà i redueix la fauna de superfície. La flora macroscòpica autòctona es redueix a algues que es reuneixen a les costes a molses i a líquens.